# Robert I de Artois

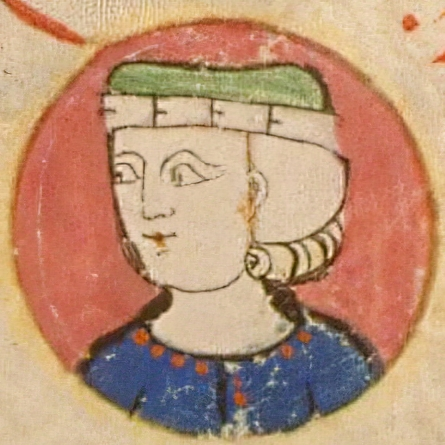
Robert I de Artois

Robert I de Artois (n. 1216 – d. 8 februarie 1250) (supranumit cel Bun) a fost primul conte de Artois.
Robert era cel de al cincilea (și unicul care a supraviețuit) fiu al regelui Ludovic al VIII-lea al Franței cu Bianca de Castilia.

## Viața
Robert a primit provincia Artois ca un apanaj, în conformitate cu testamentul tatălui său (d. 1226) care prevedea acest lucru odată cu atingerea majorității de către Robert, lucru care s-a petrecut în anul 1237 (la vârsta de 21 de ani). În 1240, papa Grigore al IX-lea, aflat în conflict cu împăratul Frederic al II-lea de Hohenstaufen, i-a oferit lui Robert coroana imperială în opoziție cu Frederic, însă contele francez a refuzat să emită pretenții asupra acestui titlu.

## Căsătoria
În 14 iunie 1237 Robert s-a căsătorit cu Matilda de Brabant, fiica ducelui Henric al II-lea de Brabant și a Mariei de Hohenstaufen.
Din această căsătorie s-au născut doi copii:
- Bianca de Artois (n. 1248 – d. 2 mai 1302), căsătorită mai întâi cu Henric I al Navarrei, iar apoi cu Edmund Crouchback, earl de Lancaster.
- Robert al II-lea de Artois (n. 1250 – d. 11 iulie 1302), succesorul lui Robert I în Comitatul Artois.

## Moartea
Robert a murit pe când se afla la comanda unui atac îndrăzneț la Al Mansurah, în cadrul Cruciadei a șaptea. El și cavalerii templieri au continuat atacul până în interiorul orașului, fiind atrași pe străzile strâmte ale acestuia. Potrivit cronicarului Jean de Joinville, Robert s-a apărat o vreme într-o casă din oraș, însă în cele din urmă a fost copleșit și ucis de către mameluci. Conform cronicii lui Matei Paris, el s-ar fi acoperit de rușine în momentul culminant al bătăliei și s-a înecat pe când încerca să traverseze un râu numit Thanis (unul dintre brațurile Nilului).
În Egipt exista convingerea că ar fi fost ucis chiar de către sultanul mameluc Qutuz.